# Предел (хижа)
Вижте пояснителната страница за други значения на Предел.
„Предел“ е хижа, разположена в местността Предел в Северен Пирин, на височина от 1050 m.
Представлява масивна едноетажна сграда със стаи с по 2 и 3 легла, собствени санитарни възли и бани. Капацитетът на хижата е 30 места, водоснабдена и елекрифицирана. Има туристическа кухня, столова и централно отопление.
Изходни пунктове са гр. Разлог – 12 km, и гр. Симитли – 25 km. Стопанисва се от Туристическо дружество „Планинец“, Симитли. Съседни хижи: хижа „Яворов“ – 5,5 часа, хижа „Чакалица“ – 4 часа и хижа „Македония“ – 7,5 часа.